# MBC 아메리카
MBC 아메리카(MBC America)는 문화방송에서 운영, 방송하는 국제 위성 방송 서비스이다. 1996년 3월 20일부터 개국하였다.

## 특징
광고방송(상업광고방송)은 내보내지 않는다. 광고방송(상업광고방송)이 없는 채널인 이유는
수신료로 운영되기 때문이다. MBC TV 및 MBC 뉴스 NOW 채널은의 채널과 광고방송(상업광고방송) 없이 방송프로그램을 시작 및 끝날 수 있고, 광고방송(상업광고방송)을 일체 하지 않는 것이 방송 채널이다.

## 연혁
1973년 3월 공영 방송국으로 거듭나기 이전에 MBC의 외국어 라디오 방송이 1953년 "자유 대한의 소리"(The Voice of Free Korea)라는 이름으로 시작되었다. 이는 1968년 7월 MBC의 일부가 되었다. 1973년 3월 "Radio Korea"(라디오 코리아)로 이름이 바뀐 뒤 1994년 8월 "Radio Korea International"(라디오 코리아 인터내셔널)로 이름이 바뀌었다.
1996년 3월 20일, 해외의 한국인들을 대상으로 한 국제 텔레비전 채널인 "MBC 아메리카"가 방송을 시작하였다. 1995년 8월 "자유 대한의 소리"는 MBC 아메리카로 이름이 바뀌었다. 2012년 9월 3일, MBC 아메리카에서 고선명 텔레비전 방송이 개시되었다.